# Earl of Crawford

Wappen des Earl of Crawford

Earl of Crawford ist ein erblicher britischer Adelstitel in der Peerage of Scotland. Der Name bezieht sich auf Crawford Castle bei Crawford, South Lanarkshire in Schottland.
Der jeweilige Earl ist Oberhaupt des Clans Lindsay. Familiensitz der Earls ist Balcarres House in Colinsburgh, Fife.

## Verleihung und Geschichte
Der Titel wurde am 21. April 1398 für Sir David Lindsay geschaffen. Dieser war ein bekannter Tjost-Champion seiner Zeit und ein enger Gefolgsmann des schottischen Königs.
Die Würde wechselte mehrfach in Nebenlinien der Familie, obgleich es direkte Abkömmlinge bzw. nähere Angehörige gab. 1642 erfolgte eine ausdrückliche Zuweisung an John Lindsay, 1. Earl of Lindsay, einen Onkel des ersten Earls. Dabei handelte es sich jedoch nicht um eine Neuverleihung, vielmehr gilt weiterhin 1398 als Jahr der Verleihung.
Von 1808 bis 1848 ruhte der Titel, da zunächst nicht klar war, wer der nächste Angehörige des verstorbenen 22. Earls gewesen war. Als dies durch das House of Lords festgestellt wurde, war dieser bereits verstorben, so dass sein Sohn den Titel zugesprochen erhielt. Dessen Vater gilt de iure als 23. Earl, obgleich er die Würde selbst nie getragen hat.
Von 1963 bis 2019 galt der jeweilige Earl of Crawford als rangerster Earl der Peerage of Scotland (Premier Earl of Scotland), weil der ältere Titel des Earl of Sutherland in diesem Zeitraum von einer Frau getragen wurde.

## Nachgeordnete Titel
Der Earl of Crawford führt außerdem den Titel eines Earl of Balcarres, so dass der jeweilige Träger des Titels oft als Earl of Crawford and Balcarres bezeichnet wird. Die vorgenannte Zuweisung durch das House of Lords erfolgte 1848 an Alexander Lindsay, 6. Earl of Balcarres. Seitdem werden beide Titel gemeinsam geführt. Der jetzige, 30. Earl of Crawford ist gleichzeitig 13. Earl of Balcarres.
Weitere nachgeordnete Titel der Earlswürde sind Lord Lindsay of Crawford (geschaffen 1398), Lord Lindsay and Balniel (geschaffen 1651) sowie Baron Wigan of Haigh Hall (geschaffen 1826). Während die beiden erstgenannten Titel ebenfalls zur Peerage of Scotland gehören, ist der letztgenannte der Peerage of the United Kingdom zugeordnet. Durch ihn hatte der jeweilige Earl bereits vor dem Peerage Act 1963 einen erblichen Sitz im House of Lords.
Als Earl of Balcarres führt der Titelinhaber außerdem den 1633 geschaffenen Titel Lord Balcarres, der auch zur Peerage of Scotland gehört.
Der 29. Earl wurde 1975 als Baron Balniel, of Pitcorthie in the County of Fife, in der Peerage of the United Kingdom zum Life Peer erhoben. Aufgrund dessen saß er auch nach dem House of Lords Act 1999 weiterhin im House of Lords.
Der älteste Sohn des jeweiligen Earls führt als dessen Titelerbe (Heir apparent) den Höflichkeitstitel Lord Balniel. Dessen ältester Sohn führt die Bezeichnung Master of Lindsay.

## Weitere Titel
Der 5. Earl wurde am 18. Mai 1488 von König Jakob III. zum Duke of Montrose ernannt. Er war dem König treu ergeben und der erste Schotte, der eine Dukedom erhielt, ohne Mitglied der Königsfamilie zu sein. Noch im selben Jahr erkannte König Jakob IV. ihm den Titel ab, verlieh ihn ihm allerdings im nächsten Jahr am 19. September 1489 wieder mit der Maßgabe, dass die Würde nicht vererbt werden könne. So erlosch der Titel bei seinem Tod im Dezember 1495.
Der 17. Earl war 1633 auch zum Earl of Lindsay erhoben worden. Beide Titel wurde gleichzeitig vom Titelinhaber geführt, bis George Lindsay-Crawford, 22. Earl of Crawford, 6. Earl of Lindsay 1808 ohne männlichen Abkömmling starb und dieser Titel an eine andere Linie der Familie fiel. Dies gilt auch für die dieser Earlswürde nachgeordneten Titel Viscount of Garnock (geschaffen 1703), Lord Lindsay of The Byres (geschaffen 1445), Lord Parbroath (geschaffen 1633) und Lord Kilbirny and Drumry (geschaffen 1703). Alle diese Titel gehören zur Peerage of Scotland.

## Liste der Earls of Crawford (1398)
- David Lindsay, 1. Earl of Crawford († 1407)
- Alexander Lindsay, 2. Earl of Crawford (um 1387–1438)
- David Lindsay, 3. Earl of Crawford († 1446)
- Alexander Lindsay, 4. Earl of Crawford († 1453)
- David Lindsay, 1. Duke of Montrose, 5. Earl of Crawford (1440–1495)
- John Lindsay, 6. Earl of Crawford († um 1513)
- Alexander Lindsay, 7. Earl of Crawford († 1517)
- David Lindsay, 8. Earl of Crawford († 1542)
- David Lindsay, 9. Earl of Crawford († 1558)
- David Lindsay, 10. Earl of Crawford († 1574)
- David Lindsay, 11. Earl of Crawford (um 1547–1607)
- David Lindsay, 12. Earl of Crawford († 1621)
- Henry Lindsay, 13. Earl of Crawford († 1622)
- George Lindsay, 14. Earl of Crawford († 1633)
- Alexander Lindsay, 15. Earl of Crawford († 1639)
- Ludovic Lindsay, 16. Earl of Crawford († 1652)
- John Lindsay, 17. Earl of Crawford, 1. Earl of Lindsay (um 1598–1678)
- William Lindsay, 18. Earl of Crawford, 2. Earl of Lindsay (1644–1698)
- John Lindsay, 19. Earl of Crawford, 3. Earl of Lindsay († 1714)
- John Lindsay, 20. Earl of Crawford, 4. Earl of Lindsay (1702–1749)
- George Lindsay-Crawford, 21. Earl of Crawford, 5. Earl of Lindsay (1723–1781)
- George Lindsay-Crawford, 22. Earl of Crawford, 6. Earl of Lindsay (1758–1808) (ruhend seit 1808)
- Alexander Lindsay, 6. Earl of Balcarres, de iure 23. Earl of Crawford (1752–1825)
- James Lindsay, 24. Earl of Crawford, 7. Earl of Balcarres (1783–1869) (Ruhen beendet 1848)
- Alexander Lindsay, 25. Earl of Crawford, 8. Earl of Balcarres (1812–1880)
- James Ludovic Lindsay, 26. Earl of Crawford, 9. Earl of Balcarres (1847–1913)
- David Alexander Edward Lindsay, 27. Earl of Crawford, 10. Earl of Balcarres (1871–1940)
- David Alexander Robert Lindsay, 28. Earl of Crawford, 11. Earl of Balcarres (1900–1975)
- Robert Alexander Lindsay, 29. Earl of Crawford, 12. Earl of Balcarres (1927–2023)
- Anthony Robert Lindsay, 30. Earl of Crawford, 13. Earl of Balcarres (* 1958)

Titelerbe ist der Sohn des jetzigen Earls, Alexander Thomas Lindsay, Lord Balniel (* 1991).